# По-сърдити старчета
„По-сърдити старчета“ (на английски: Grumpier Old Men) е американска романтична комедия от 1995 година и е продължение на филма „Сърдити старчета“. Във филма участват Джак Лемън, Уолтър Матау, Ан-Маргрет, София Лорен, Бърджис Мередит (в последната му филмова роля), Дарил Хана, Кевин Полак, Кейти Сагона и Ан Морган Гилбърт. Режисиран е от Хауърд Дойч, по сценарий на Марк Стивън Джонсън, и музиката е композирана от Алън Силвестри. Това е последната роля на Бърджис Мередит, в който се разболя от Алцхаймер и умира през 1997 г.

## Актьорски състав
| Актьор            | Роля                               |
| ----------------- | ---------------------------------- |
| Джак Лемън        | Джон Густафсън младши              |
| Уолтър Матау      | Макс Голдман                       |
| София Лорен       | Мария София Колета Раджети Голдман |
| Ан-Маргрет        | Ариел Труа Густафсън               |
| Бърджис Мередит   | Джон Густафсън старши              |
| Дарил Хана        | Мелани Густафсън                   |
| Кевин Полак       | Джейкъб Голдман                    |
| Кейти Сагона      | Али, дъщеря на Мелани              |
| Ан Морган Гилбърт | Франческа „Мама“ Раджети           |
| Макс Райт         | Инспектор                          |

## В България
В България филмът е пуснат по кината на 23 август 1996 г. от Александра Филмс.

### Български дублажи
| Озвучаващи артисти  | Десислава Знаменова Христина Ибришимова Марин Янев Стоян Алексиев Силви Стоицов |
| Преводач            | Соня Иванова                                                                    |
| Тонрежисьор         | Наско Кашаров                                                                   |
| Режисьор на дублажа | Албена Павлова                                                                  |

| Озвучаващи артисти  | Христина Ибришимова Николай Николов Здравко Методиев |
| Режисьор на дублажа | Димитър Кръстев                                      |